# 21466 Franpelrine
21466 Franpelrine è un asteroide della fascia principale. Scoperto nel 1998, presenta un'orbita caratterizzata da un semiasse maggiore pari a 2,3636976 UA e da un'eccentricità di 0,1490198, inclinata di 2,84772° rispetto all'eclittica.